# Köles Ferenc
Köles Ferenc (Debrecen, 1975. október 7. –) Jászai Mari-díjas magyar színművész, rendező.

## Életpályája
A helyi Tóth Árpád Gimnáziumban érettségizett 1994-ben, majd a Pécsi Tudományegyetem művelődési menedzser szakán diplomázott. Alapító tagja volt a Janus Egyetemi Színpadnak 1996-ban. 2000-től a Pécsi Nemzeti Színház tagja.
Felesége: Várnagy Kinga színésznő. Gyermekeik: Boldizsár és Borbála. Feleségének szülei: Várnagy Attila (fagottművész) és Sólyom Katalin színművésznő.

## Filmes és televíziós szerepei
- Munkaügyek (2015) – Kálló
- Csak színház és más semmi (2016)
- Foglyok (2019) – Rendőr
- A tanár (2020) – Nepper
- Az unoka (2022) – Jelinek nyomozó
- A Séf meg a többiek (2022) – Bertalan
- Keresztanyu (2022) – Házi tanító
- Nyugati nyaralás (2022) – asztalszomszéd
- Hazatalálsz (2024) – Kelemen

## Díjai és kitüntetései
- Nívó-díj
- Szendrő József-díj (2006)
- Jászai Mari-díj (2012)
- Básti Lajos-díj (2014)